# 위스키 전쟁

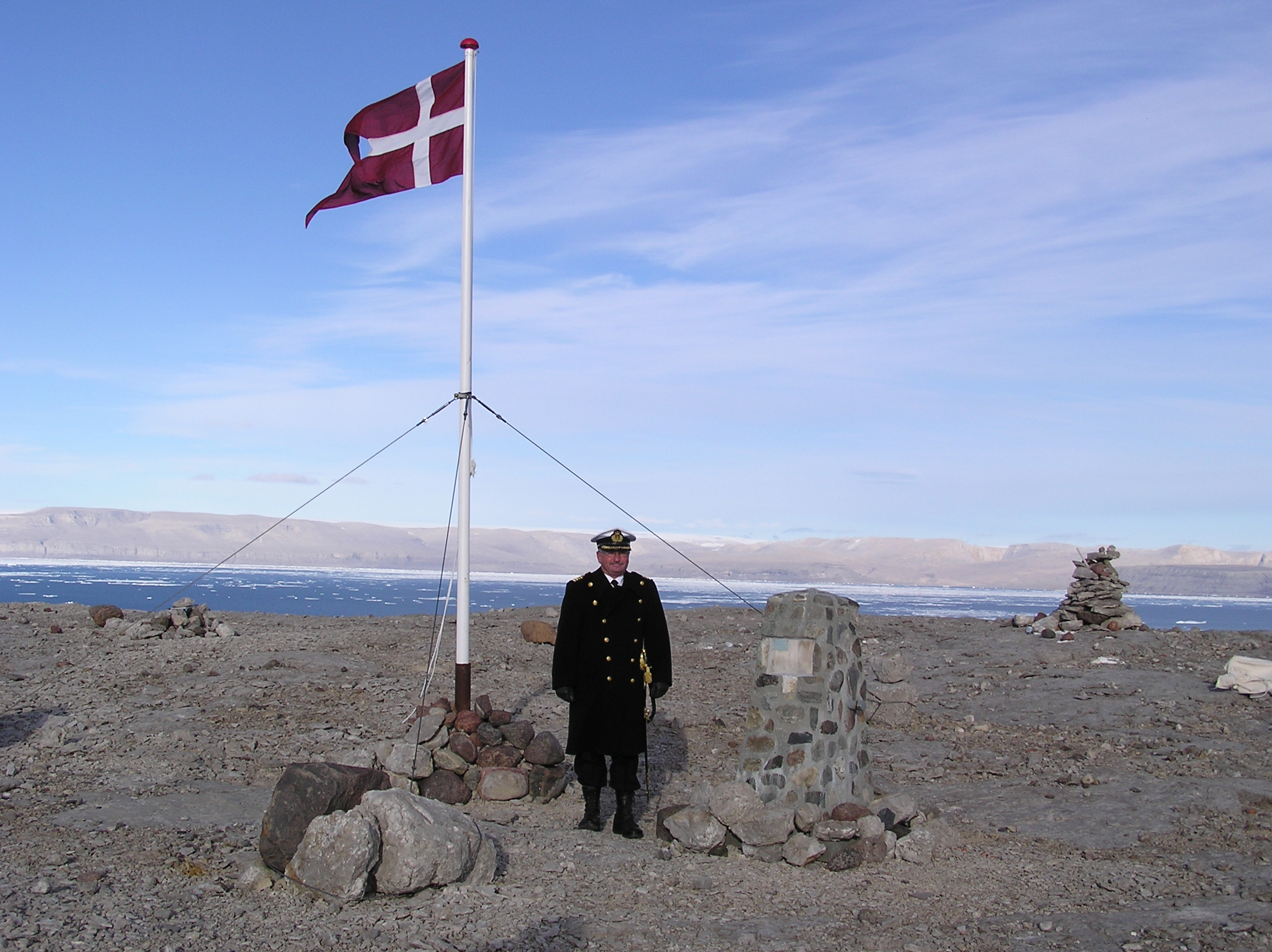
2003년 8월 한스섬에 있는 덴마크 군함 HDMS 트리톤의 사령관 페르 스타르클린트

위스키 전쟁(영어: Whisky War)은 덴마크 왕국과 캐나다가 한스섬을 놓고 벌인 무혈 전쟁이자 국경 분쟁이었다. 1973년부터 2022년까지 이 섬은 두 나라 사이에서 분쟁이 있었지만 직접적인 갈등이나 폭력으로 이어지지는 않았다.
두 나라는 2005년에 이 문제를 해결하기 위한 절차에 합의했으며, 2022년에 타결되어 두 나라 사이의 섬에 육로 국경이 설정되었다.

## 배경
한스섬은 그린란드와 엘즈미어섬 사이의 케네디 해협 중앙에 있다. 한스 섬의 크기는 약 1.3 km2이고 황무지다. 한스섬에는 사람이 살지 않지만 19세기에 이 지역의 토착 이누이트인이 사용했다. 캐나다가 이 섬에 대한 영유권을 주장하게 된 것은 1880년 허드슨 베이 회사 토지를 캐나다 정부 영토에 매수한 이후다. 덴마크의 주장은 한스섬이 토착 인구에게 어업에 필수적이어서 인근 그린란드 지역의 필수적인 부분을 형성한다는 것이었다.

## 토지 분쟁
캐나다와 덴마크는 1973년 12월 17일 유엔을 통해 협정에 서명했다. 이 협정은 두 나라 사이의 대륙붕 경계를 정하는 것을 목표로 했다. 이는 한스섬의 거의 중앙을 가로지르는 해상 경계선의 영향을 받았다. 이 협정은 다음과 같이 명시하고 있다.
덴마크 왕국 정부와 캐나다 정부는 다음과 같이 합의하였다.

제1조. 그린란드와 캐나다 북극 섬 사이의 해역의 경계선은 국제법에 따라 덴마크와 캐나다에 각각 속하는 대륙붕 부분의 천연자원을 탐사하고 개발하기 위한 각 당사자의 목적으로 설정되며, 상호 합의에 따라 결정 및 조정된 중간선이다. 제2조. 제1조에 명시된 원칙을 이행함에 있어서 북위 61 00'와 북위 75 00'(데이비스 해협과 배핀만) 사이의 해역의 경계선은 일련의 지오데식 선이다.
이 협정은 두 나라가 나중에 한스섬 분쟁을 해결하기로 합의하면서 통과되었다.
캐나다 측에서는 이 분쟁을 낮은 우선순위로 보았다. 2019년 3월 18일 캐나다 상원 북극 특별위원회 회의가 열렸고, 브리티시 컬럼비아 대학교의 교수이자 캐나다 연구 위원장인 마이클 바이어스는 이 문제에 대해 민간인으로서 자문을 제공하면서 이 갈등이 "거의 중요하지 않다"고 판단했다.

## 갈등
1984년 캐나다 군인들이 이 섬을 방문하여 캐나다 국기를 꽂고 캐나다 위스키 한 병도 남기고 왔다. 같은 해 덴마크의 그린란드 장관이 덴마크 국기, 슈납스 한 병, "덴마크 섬에 오신 것을 환영합니다"(Velkommen til den danske ø) 라고 쓰인 편지를 들고 직접 이 섬을 방문했다. 두 나라는 차례로 섬에 국기를 꽂고 알코올성 음료를 교환했다.
두 나라 사이의 사소한 국경 분쟁은 종종 유머러스한 것으로 여겨졌고, 외교관들은 좋은 유머 감각을 보였다. 문제의 심각한 공식적 성격에도 불구하고 갈등을 기소한 방식은 가벼운 마음으로 진행되었다. 두 나라는 우호적인 관계이며, NATO 창립 회원국이기도 하다.

### 평화적 해결
캐나다 신문 글로브 앤 메일은 2022년 6월 10일 캐나다와 덴마크 정부가 섬을 가로지르는 국경에 합의해 캐나다 영토인 누나부트 준주와 덴마크 자치령인 그린란드로 나누었다고 보도했다. 이 결의안은 러시아가 우크라이나를 침공하는 동안 이루어졌으며, 따라서 다른 국가들에게 상징적인 사례를 만들어 러시아에 토지 분쟁이 평화롭게 해결될 수 있다는 것을 암시하기 위한 것이었다.
이 결의안은 캐나다와 덴마크가 서로 국경을 접하게 되는 결과를 낳았는데, 이는 두 나라가 더 이상 단 하나의 국가 (캐나다는 미국, 덴마크는 독일)와만 국경을 접하지 않는다는 것을 의미한다.
이 결의안은 2023년 12월 19일 덴마크 의회에 의해 비준되어 덴마크 관점에서 분쟁을 종식시켰다.